# Малахов, Владимир Наильевич
Влади́мир Наи́льевич Мала́хов (род. 27 ноября 1980, Иваново) — российский шахматист, гроссмейстер (1998), победитель командного чемпионата мира в составе сборной России (2009).

## Биография
В 1993 году выиграл чемпионат мира среди мальчиков в возрасте до 14 лет.
В 2003 и 2009 году становился вице-чемпионом Европы в личном первенстве, бронзовый призёр первенства России 2003. Полуфиналист Кубка мира ФИДЕ 2009, в 2009 году в чемпионате Европы по активным шахматам набрал 11½ очков из 13 и занял 1-е место. В 2010 году в составе сборной России стал чемпионом мира.
Рейтинг Эло на ноябрь 2011 года — 2705 (44-й в мире). Наивысший рейтинг — 2732 (июль 2010).
В 2004 году окончил физический факультет МГУ. Работает в Объединённом институте ядерных исследований, живёт в городе Дубна.
В 2003 году входил в федеральный список кандидатов в депутаты Государственной думы Федерального собрания РФ, выдвинутый избирательным блоком «Партия возрождения России — Российская партия жизни» по Московской области.
На командном Чемпионате Мира 2009 года российским мастерам шахмат, в числе которых был и Владимир Малахов, удалось подняться на высшую ступень пьедестала почёта.
Приказом Министерства спорта, туризма и молодёжной политики 116-НГ Владимиру Наильевичу Малахову присвоено почётное звание «Заслуженный мастер спорта России».

## Изменения рейтинга
| Графики недоступны из-за технических проблем. См. информацию на Фабрикаторе и на mediawiki.org. |